# Edums församling
Edums församling var en församling  i Skara stift i nuvarande Vara kommun. Församlingen uppgick efter 1555 i Larvs församling.

## Administrativ historik
Församlingen har medeltida ursprung och uppgick efter 1555 i Larvs församling, som dessförinnan var moderförsamling i ett pastorat med Edums församling.